# Fossés de Zu
Zu Fossae
Pour les articles homonymes, voir Zu.
Les fossés de Zu (désignation internationale : Zu Fossae) sont un ensemble de fossés de 2 900 km de diamètre situé sur Ganymède. Il a été nommé en référence à Zu, dragon du chaos tué par Marduk dans la mythologie sumérienne.